# Франц Румплер
Франц Румплер (нім. Franz Rumpler; 4 грудня 1848, Тахов, Чехія — 7 березня 1922, Клостернойбург, Австрія) — австрійський художник і педагог.
Вивчав живопис в віденської Академії витончених мистецтв у класі Едуарда фон Енгерта, потім навчався в Італії (1871—1875) і в Парижі (1879). З середини 1890-х років — професор Спеціальної школи історичного живопису при імператорській Академії витончених мистецтв у Відні. Серед його численних учнів слід виділити Коломана Мозера. У 1897 році у Відні відбулася найбільша його персональна виставка, де демонструвалися 230 його полотен. У тому ж році він став почесним громадянином свого рідного міста Тахова. У Тахові в 1874 році написав вівтарну картину для головного вівтаря місцевого францисканського монастиря св. Марії Магдалини. У 1895 році написав олією на полотні картину із зображенням цього монастиря і монастирської церкви.
У 1904 році переїхав до Клостернойбурга, де в 1906 році став одним із засновників місцевої спілки художників.
Помер 1922 року у Клостернойбурзі, похований у Відні на Центральному кладовищі.
Крім творів релігійного та історичного живопису, залишив після себе велику кількість жанрових полотен.

## Пам'ять
У Відні і в Клостернойбурзі його ім'ям названі вулиці.
Меморіальна виставка його творів відбулася в 1924 році у Будинку художників у Відні.

## Галерея

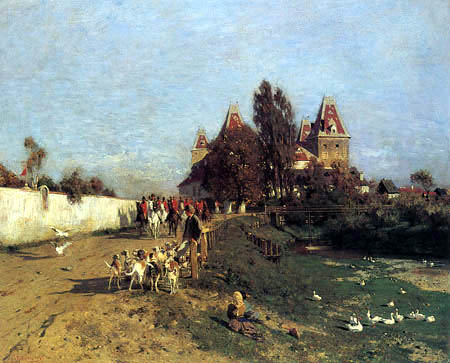
Виїзд на парфорсне полювання з замку Орт (1874)
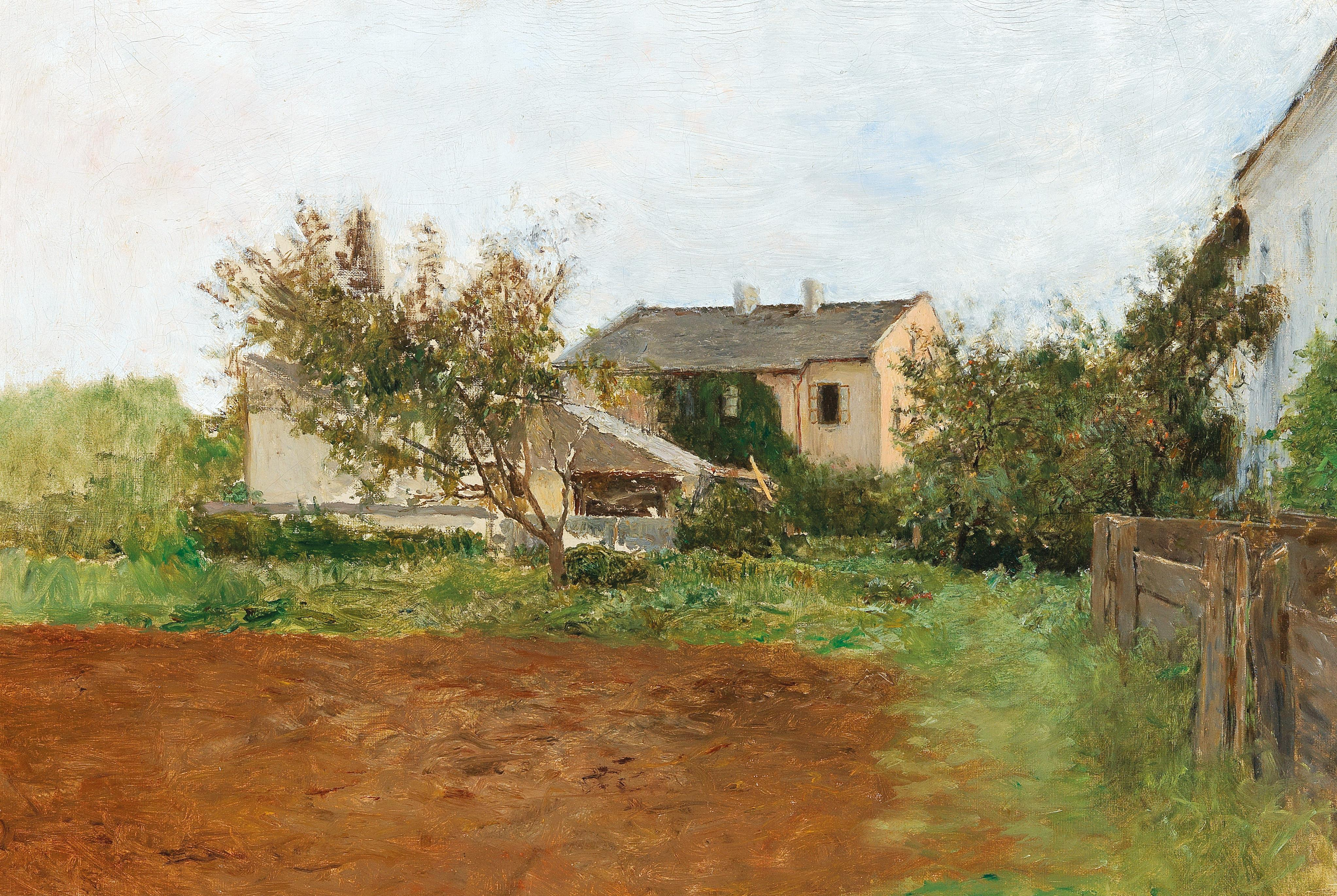
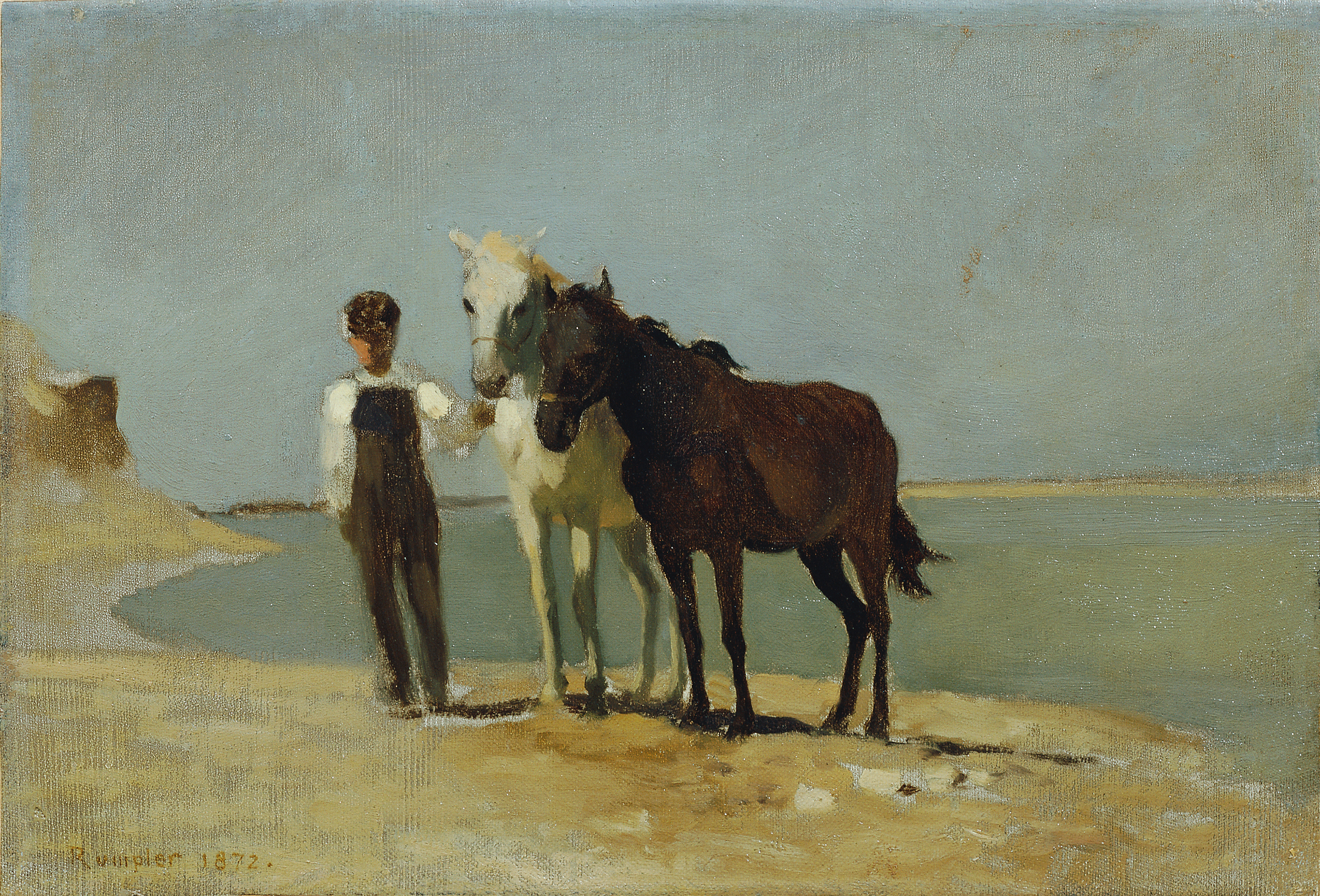
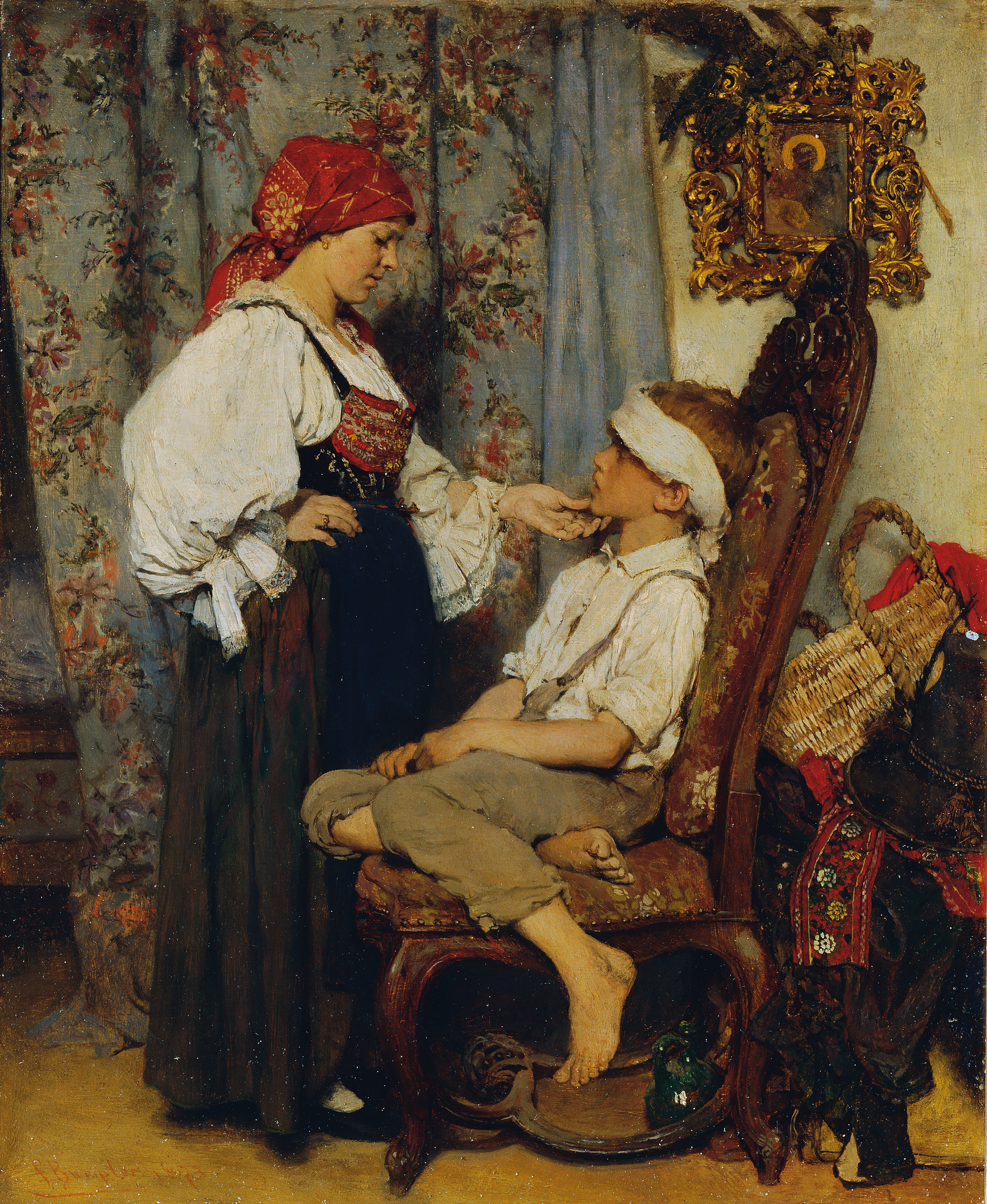
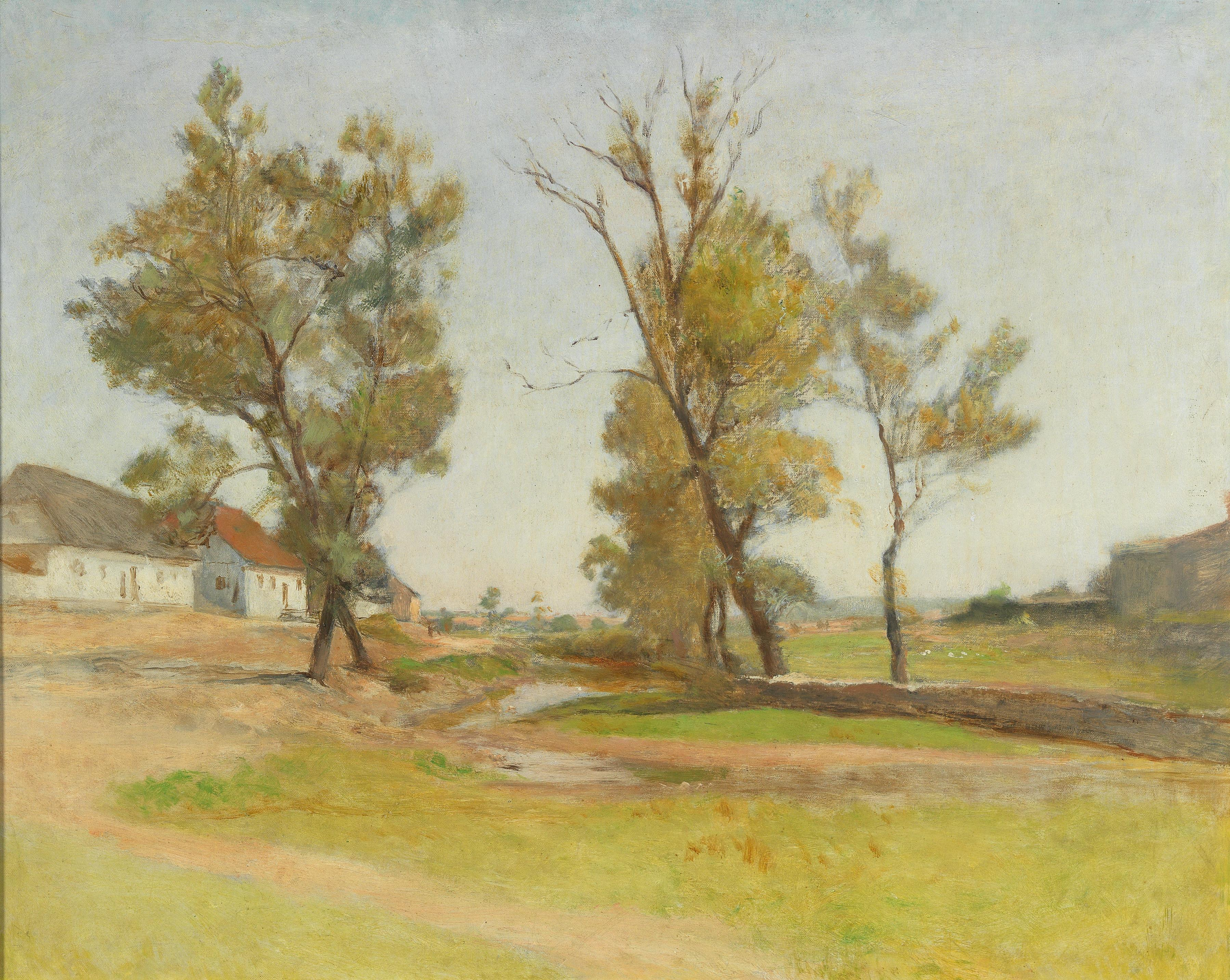
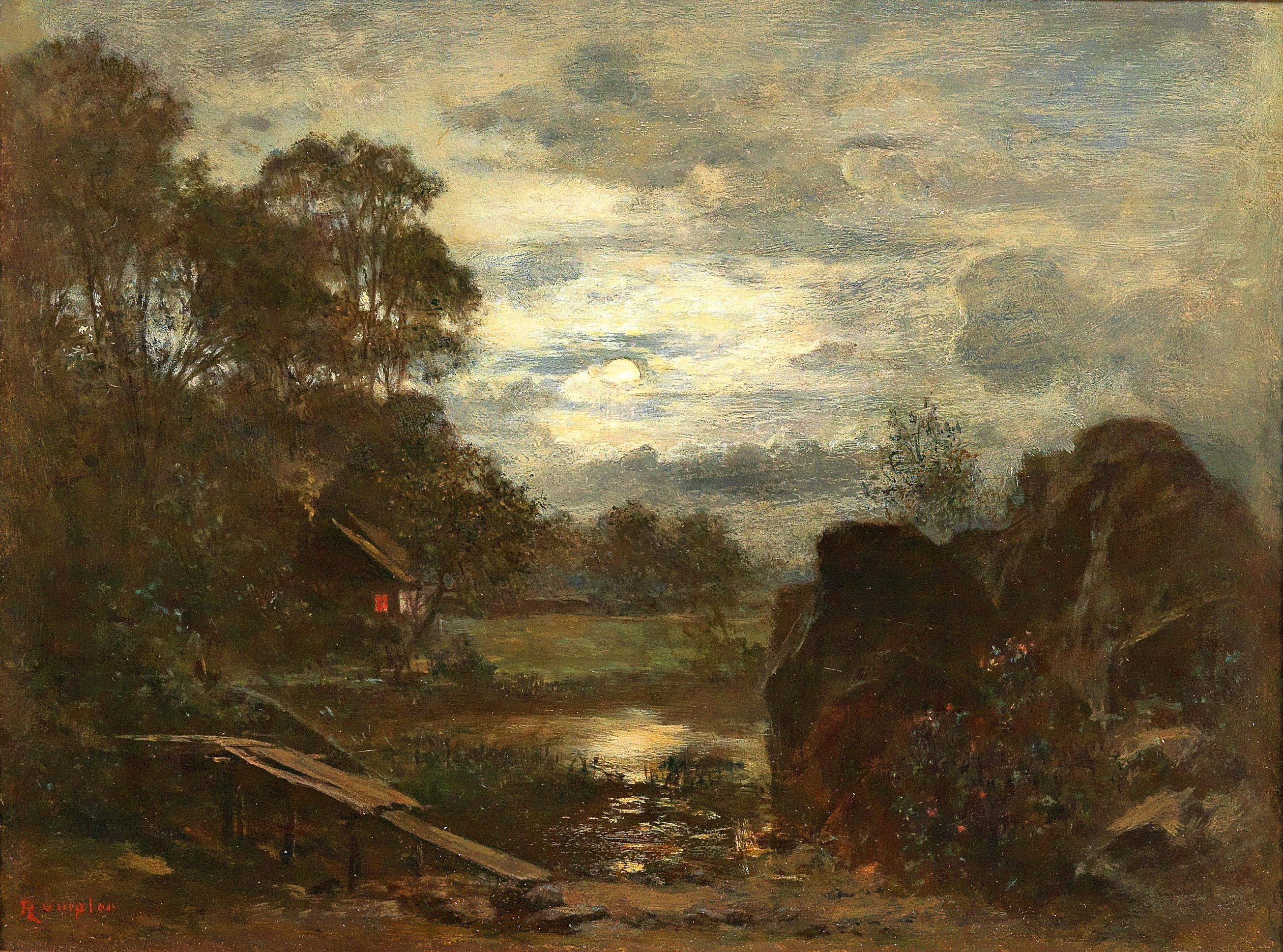